# Димеколония йодид
Димеколония йодид (Димеколин, Dimecolinum). ганглиоблокатор. ~-Диметиламиноэтилового эфира 1,6-диметилпипеколиновой кислоты дийодметилат.
Синонимы: Dimecolini iodidum, Dimecolinium iodide.

## Общая информация
По химическому строению относится к несимметричным бисчетвертичным аммониевым соединениям. Близок по действию к бензогексонию, но более активен.
Применяют при язвенной болезни желудка и двенадцатиперстной кишки, спастических колитах, холециститах и других заболеваниях, сопровождающихся спазмами гладких мышц, а также при спазмах периферических сосудов и лишь иногда при гипертонической болезни.
При язвенной болезни желудка и двенадцатиперстной кишки и спазмах периферических сосудов назначают внутрь (в виде таблеток) по 0,025—0,05 г 2—3 раза в день (до еды). Курс лечения 3—4 нед.
При гипертонической болезни (II—III стадии) назначают внутрь, начиная с 0,025 г на приём 1—2 раза в день, затем увеличивают дозу до 0,05 г 2 раза в день. Курс лечения 3—5 нед.
Rp.: Tab. Dimecolini 0,025 obd. N. 50
D.S. По 1 таблетке 2 раза в день

## Противопоказания
Возможные побочные явления и противопоказания такие же, как для всей группы ганглиоблокирующих препаратов.

## Физические свойства
Белый или белый со слегка кремоватым оттенком кристаллический порошок. Очень легко растворим в воде. Водные растворы не меняются при стерилизации и хранении.

## Форма выпуска
Форма выпуска: таблетки по 0,025 и 0,05 г (25 и 50 мг), покрытые оболочкой жёлтого цвета.